# Kurt von Reyher
Kurt Rudolf Reyher, seit 1878 von Reyher (* 11. August 1862 in Marienberg; † 28. Oktober 1925 in Kötzschenbroda) war ein sächsischer Generalleutnant.

## Leben
Kurt war ein Sohn des späteren sächsischen Generals der Infanterie Oskar von Reyher (1832–1910) und dessen Ehefrau Natalie, geborene Richter (1838–1908). Sein Vater war am 18. Juni 1878 in den erblichen sächsischen Adelsstand erhoben worden.

### Militärkarriere
Der am 12. November 1912 zum Oberst beförderte Reyher war während des Ersten Weltkriegs zum Zeitpunkt des Massakers von Dinant Kommandeur des 13. Infanterie-Regiments Nr. 178 beim Sturm der 3. Armee auf Dinant unter dem Oberbefehl von Generaloberst Max von Hausen. Bei den mehrtägigen Kämpfen um La Ville-aux-Bois nordwestlich von Reims gelang es seinem Regiment unter schweren Verlusten Ende September 1914 die Stellungen zu halten. Reyher wurde dabei schwer verwundet und für sein Wirken am 15. Oktober 1914 mit dem Ritterkreuz des Militär-St.-Heinrichs-Ordens beliehen.
Am 14. Juli 1915 erhielt er den Charakter als Generalmajor. Mit Wirkung zu diesem Datum wurde ihm am 27. Oktober 1915 das Patent zu sein Dienstgrad verliehen und er mit der Führung der 45. Ersatz-Brigade beauftragt.
Vom 20. Februar 1917 bis zum 30. März 1918 war Reyher Kommandeur der 45. Landwehr-Division an der Ostfront in der Ukraine. In diese Zeit fällt die Einnahme von Kiew. Im August 1918 wurde er mit dem Roten Adlerorden II. Klasse mit Schwertern ausgezeichnet.

### Familie
Reyher hatte sich am 30. November 1895 in Dresden mit Else von Hartmann (* 1871) verheiratet. Aus der Ehe ging die Tochter Annliese (1897–1901) hervor.